# Mazda RX-8

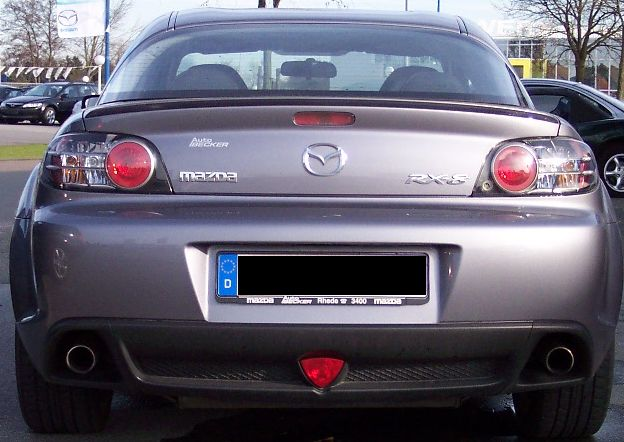
Notera det nedre röda ljuset som är format med tanke på formen av wankelmotorernas rotorer.

Mazda RX-8 är en bakhjulsdriven sportbil från Mazda, utrustad med en wankelmotor som trots sin ringa volym (1,3 liter) kan utveckla mer än 231 hästkrafter. Modellen introducerades 2003 och hade i mars 2005 tillverkats i mer än 100 000 exemplar. Bilens toppfart är 235 km/h.
Mazda tillkännagav den 23 augusti 2011 att RX-8 skulle tas ur produktion och angav 2011 års modell som den sista produktionslinan. RX-8:an togs bort från Europa-marknaden 2010 sedan bilen visat sig inte klara utsläppsstandarderna. Utan de europeiska försäljningsvolymerna i kombination med en starkare yen, JPY, kunde Mazda inte heller motivera fortsatt försäljning av RX-8:an på andra marknader.

## Konstruktion
Bilen är 4-dörrars och har ingen stolpe mellan fram- och bakdörrarna. Bakdörrarna är av en typ som lite humoristiskt kallas för "självmordsdörrar". 
Bilen har flera mindre detaljer formade som trekanter med rundade kanter vilket relaterar till formen på wankelmotorns rotorer.

## Historik
RX-8 är efterföljaren till RX-7 och drivs av en Mazda wankelmotor liksom dess föregångare i RX-serien: 
- Mazda RX-5
- Mazda RX-4
- Mazda RX-3
- Mazda RX-2